# Fedja Rupel
Fedja Rupel, slovenski flavtist, * 12. marec 1937, Ljubljana, † 2. maj 2021. 

## Življenjepis
Rodil se je leta 1937 v Ljubljani. Na Akademiji za glasbo v Ljubljani je leta 1959 diplomiral v razredu Borisa Čampe, podiplomsko stopnjo je opravil dve leti kasneje. Izpopolnjeval se je v Ljubljani in v Parizu na Ecole normale de Musique na področju komorne igre. 
Med letoma 1961 in 1986 je bil član Simfoničnega orkestra Slovenske filharmonije, sicer pa je sodeloval v mnogih glasbenih zasedbah, med drugim v Komornem orkestru Slavko Osterc in v Ljubljanskem pihalnem triu.  
V letih 1966–75 je na glasbeni akademiji deloval kot predavatelj komorne igre. Vse do leta 2014 je tam poučeval tudi flavto. Vzgojil je številne generacije slovenskih flavtistov, leta 2013 so mu podelili naslov zaslužnega profesorja.
Njegov mlajši brat je bil slovenski politik Dimitrij Rupel, njegova hči pa slovenska pevka zabavne glasbe Anja Rupel. Njegov oče je bil znani violinist Karlo Rupel.